# Матриця Ансоффа

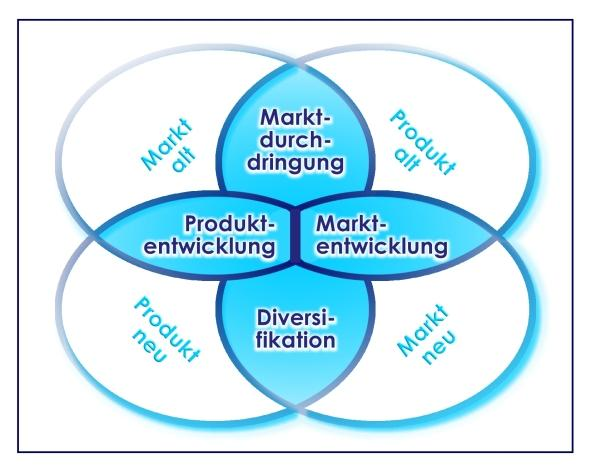
Графічна форма елементів матриці Ансоффа

Ма́триця Ансо́ффа (матриця товар-ринок) - аналітичний інструмент стратегічного менеджменту, розроблений основоположником цієї науки, американцем російського походження Ігорем Ансоффом, і призначений для визначення стратегії позиціонування товару на ринку.

## Структура матриці Ансоффа
Матриця Ансоффа являє собою поле, утворене двома осями - горизонтальною віссю «товари компанії» (поділяються на існуючі і нові) і вертикальною віссю «ринки компанії», які також поділяються на існуючі та нові. 
На перетині цих двох осей утворюються чотири квадранти.

## Стратегії дій за матрицею Ансоффа
- Стратегія проникнення на ринок (існуючий товар - існуючий ринок)

Природна стратегія для більшості компаній, що прагнуть збільшити частку існуючих товарів на відповідному ринку. Розширення проникнення на ринок - це найочевидніша стратегія, її звичайне практичне вираження - прагнення збільшити продажі. Основними інструментами можуть бути: підвищення якості товарів, підвищення ефективності бізнес-процесів, залучення нових клієнтів за рахунок реклами. Джерелами зростання продажів також можуть бути: збільшення частоти використання товару (наприклад, за рахунок програм лояльності), збільшення кількості використання товару. 
- Стратегія розвитку ринку (існуючий товар - новий ринок)

Дана стратегія означає адаптацію та виведення існуючих товарів на нові ринки. Для успішного здійснення стратегії необхідно підтвердити наявність на новому ринку потенційних споживачів існуючих продуктів. Варіанти включають географічну експансію, використання нових каналів дистрибуції, пошуку нових груп споживачів, які поки не є покупцями товару. 
- Стратегія розвитку товару (новий товар - існуючий ринок)

Пропозиція на існуючому ринку нових товарів - стратегія розвитку товару. У рамках цієї стратегії можливе виведення на ринок принципово нових продуктів, удосконалення старих, розширення лінійки товарів (різноманітність). Така стратегія типова для високотехнологічних компаній (електроніка, автомобілебудування). 
- Стратегія диверсифікації (новий продукт - новий ринок)

Вихід товару принципово нового типу на новий для компанії ринок. Найбільша витратна і ризикована стратегія. Використовується при вичерпанні можливостей зростання на існуючих ринках, зміну кон'юнктури ринку, при догляді компанії з існуючого ринку, вигідних можливостей і високою потенційною вигоді захоплення нового ринку.